# Nikt (film 2021)
Nikt (ang. Nobody) – amerykański film akcji z 2021 roku w reżyserii Ilyi Naishullera. Scenariusz napisał Derek Kolstad, a tytułowa rolę zagrał Bob Odenkirk. Zdjęcia kręcono w Winnipeg.
Film w kinach w części krajów pojawił się 18 marca 2021, w USA zadebiutował 26 marca, a w Polsce 2 lipca tego samego roku. W sierpniu 2025 planowana jest premiera drugiej części filmu. 

## Fabuła
Hutch Mansell jest statecznym ojcem rodziny, który wiedzie nudne, rutynowe życie. Nie zawsze tak było, lecz główny bohater porzucił mroczną przeszłość. Włamanie do jego domu doprowadza jednak mężczyznę do konfliktu z rosyjską mafią, w którym okazuje się być zaskakująco niebezpiecznym przeciwnikiem.

## Obsada
źródło:
- Bob Odenkirk jako Hutch „Nobody” Mansell
- Connie Nielsen jako Becca Mansell
- Aleksiej Sieriebriakow jako Yulian Kuznetsov
- RZA jako Harry Mansell
- Christopher Lloyd jako David Mansell
- Gage Munroe jako Blake Mansell
- Paisley Cadorath jako Sammy Mansell
- Michael Ironside jako Eddie Williams
- Colin Salmon jako The Barber

## Odbiór

### Box office
Przy budżecie szacowanym na 16 milionów dolarów, Nikt zarobił w USA i Kanadzie około dwadzieścia siedem milionów. W pozostałych krajach kwota przychodów z biletów była nieco wyższa, a łączny przychód jest szacowany na 55-57 mln USD.

### Reakcja krytyków
Film spotkał się z pozytywną reakcją krytyków. W agregatorze recenzji Rotten Tomatoes 83% z 272 recenzji uznano za pozytywne, a średnia ocen wystawionych na ich podstawie wyniosła 7,00. Z kolei w agregatorze Metacritic średnia ważona ocen z 43 recenzji wyniosła 64 punktów na 100.